# Кравченко, Николай Сергеевич
Никола́й Серге́евич Кравче́нко (20 мая 1983, Люботин, Харьковская область — 14 марта 2022, Горенка, Киевская область) — украинский общественный и политический деятель, идеолог Азовского движения, один из основателей Харьковской областной общественной организации «Патриот Украины». Кандидат исторических наук.
Начальник штаба партизанского отряда «Чёрный Корпус», ветеран полка «Азов», заместитель председателя партии Национальный корпус. Ветеран русско-украинской войны, один из основателей Казацкого Дома, сторонник и активный популяризатор идей нациократии и интермариума, соучредитель издательства «Ориентир».

## Биография
Родился 20 мая 1983 года в Люботине, Харьковской области в семье Сергея Григорьевича Кравченко, доктора архитектуры, главного архитектора города Люботин.

### Образование
В 2005 году окончил Харьковский университет внутренних дел, получив квалификационный уровень «специалист» по специальности «финансы», а в 2006 году также по специальности «правоведение» на другом факультете того же университета.
В 2009 году окончил магистратуру Харьковского регионального института Национальной академии государственного управления при Президенте Украины.
В 2013 окончил аспирантуру Института украинской археографии и источниковедения им. Грушевского НАН Украины.

### Военно-революционная деятельность
Член общественной организации «Патриот Украины» с 2005 года, один из её официальных соучредителей.
В 2012—2013 годах находился в подполье. Зимой 2013—2014 годов — участник Революции Достоинства и событий на киевской площади Независимости.
С конца февраля 2014 действует в Харькове. В ночь с 28 февраля на 1 марта 2014 участвовал в штурме клуба «Оплот», который в то время был главным штабом пророссийских сепаратистов в Харькове.
1 марта 2014 участвовал в обороне Харьковской облгосадминистрации, возглавил «Правый сектор» в Харькове, по рекомендации командира «Правый Сектор-Восток» Андрея Белецкого. В ночь с 14 на 15 марта 2014 участвовал в бою на улице Рымарской в Харькове, где пророссийские сепаратисты впервые получили потери погибшими.
С легализацией «Черного корпуса» и превращением его в добровольческий батальон «Азов» стал начальником кадровой службы батальона.

### Общественно-политическая деятельность
После избрания Андрея Белецкого Народным депутатом в ноябре 2014 года Николай Кравченко работает его помощником. Стал одним из основателей Гражданского корпуса «Азов», также в 2016—2018 годах являлся руководителем Юношеского корпуса «Азов». Соучредитель Национального Корпуса, политической партии, основанной на базе Гражданского Корпуса «Азов»; является заместителем Лидера Национального Корпуса Андрея Белецкого.
В мае 2016 года основал общественную организацию «Азов-Пресс», впоследствии сменившую название на «Национальный корреспондент».
20 ноября 2017 участвовал в открытии Хорунжей школы им. Сциборского.
Приобщился[уточнить][когда?] к разработке законопроекта «О коллаборационизме», зарегистрированного в Верховной Раде Украины.

### Научно-исследовательская деятельность
Исследователь истории и идеологии украинского национализма, новейшей истории Украины. Кандидат исторических наук, в 2017 году защитил кандидатскую диссертацию по теме «Деятельность украинских националистических политических движений конца 1980-х — начале 2000-х гг. в мемуарных источниках».
В 2019 году стал соучредителем и с тех пор являлся директором Института национального развития.

### Культурно-просветительская деятельность
Соучредитель издательства «Ориентир» — первого издательства, основанного ветеранами русско-украинской войны.
В 2020 году был соучредителем и членом жюри литературного конкурса им. А. Лупиноса.

## Смерть
Погиб 14 марта 2022 года в Горенке (Киевская область) в результате артобстрела в ходе вторжения России на Украину.

## Книги

### Авторские
- Кравченко, Николай. Идеологическая преемственность. Украинское националистическое движение ІІ половины XX века — Текст: ист. исслед. / Николай Кравченко. — Киев: Доминант: Ориентир, 2016. — 48 с. ил., фото. — 300 экз. — ISBN 978-966-2610-80-2[23]
- Кравченко, Николай. Украинская аргонавтика — Текст: ист. исслед. / Николай Кравченко. — Мена: Доминант: Ориентир, 2016. — 115 с. : ил., фото. — Библиогр.: с. 110—115. — 500 экз. — ISBN 978-966-2610-69-7[24]
- Кравченко, Николай. Приднестровская кампания УНСО — Текст: ист. исслед. / Николай Кравченко. — Киев: Доминант: Ориентир, 2017. — 36 с. ил., фото. — 300 экз.
- Кравченко, Николай. Чеченская кампания УНСО — Текст: ист. исслед. / Николай Кравченко. — Киев: Доминант: Ориентир, 2017. — 34 с. ил., фото. — 300 экз.
- Кравченко, Николай. Украинские добровольцы Грузинской гражданской войны — Текст: ист. исслед. / Николай Кравченко. — Киев: Доминант: Ориентир, 2017 — 46 с. ил., фото. — 300 экз.
- Кравченко, Николай. Свободное Казачество 1917—1918 — Текст: ист. исслед. / Николай Кравченко. — Киев: Доминант: Ориентир, 2017. — 34 с. ил., фото. — 300 экз.

### Составленные
- Широкинская операция — Текст: ист. исслед. / упор. Николай Кравченко. — Киев: Ориентир, 2021—200 с. : ил., фото. — 300 экз. — ISBN 978-617-7701-23-0[25]
- Освобождение Мариуполя = Liberation of Mariupol: Фотосборник войсковой мемуаристики: [полк «Азов» / сост. М. Кравченко]. — Киев: Ориентир, 2018. — 131 с. : ил. — (Серия «Азовские воспоминания»). — 500 экз. — ISBN 978-617-7701-00-1[26]
- День провокатора — Текст: ист. исслед. / упор. Николай Кравченко. — Киев — Мена: Доминант: Ориентир, 2016. — 64 с. : ил., фото. — 100 шт. — ISBN 978-966-6108-84-0[27]
- Фундамент украинского национализма — Текст: идеология и политология. — Киев: Доминант: Ориентир, 2017. — 264 с. ил., фото. — 400 экз. ISBN 978-966-2610-81-9[28]

### Редакторские
- Коваль, Данило Андреевич. История Украинского Крыма — Текст: ист. разведка / Даниил Коваль; [под ред. О. Однороженко, М. Кравченко, М. Мельник]. — Мена: Доминант, 2016. — 66 с. — (Библиотека Гражданского корпуса «Азов»). — Библиогр.: с. 63-66. — 500 экз. — ISBN 978-966-2610-65-9
- Националистический Идеологический Журнал — Текст: сборник статей. / упор. Николай Кравченко. — Киев: Ориентир, 2020. — 76 с. : ил., фото. — 300 экз. — ISBN 978-617-7701-21-6[29]